# فلورنسا ماير بلومنتال
فلورنسا ماير بلومنتال (بالإنجليزية: Florence Meyer Blumenthal)‏ هي فاعلة خير أمريكية، ولدت في 1875 في لوس أنجلوس في الولايات المتحدة، وتوفيت في 1930 في باريس في فرنسا.